# Shadow on the Wall
Singles de Mike Oldfield
Moonlight Shadow
(1983) Crime of Passion
(1983)
Shadow on the Wall est une chanson de rock écrite, composée et interprétée par le musicien britannique Mike Oldfield accompagné par le chanteur britannique Roger Chapman, sortie en single en septembre 1983 et extraite de l'album Crises.
C'est un succès dans plusieurs pays européens, notamment en Autriche où elle se classe en tête des ventes de singles.
Le maxi 45 tours offre une version d'une durée de 5 minutes et 7 secondes au lieu de 3 minutes et 9 secondes sur le 45 tours et l'album.

## Clip vidéo
Le clip, réalisé par Keith McMillan, met en scène le chanteur Roger Chapman enfermé dans une cellule ou subissant un interrogatoire. Des plans montrent Mike Oldfield et le guitariste Ant Glynne jouer de la guitare ou de la basse.

## Musiciens
- Mike Oldfield : guitares, banjo, basse, synthétiseurs Roland et Fairlight CMI
- Roger Chapman : chant
- Ant (Ant Glynne) : guitares
- Simon Phillips : batterie Tama
- Phil Spalding : chœurs (sur la version maxi 45 tours)[4]

## Classements hebdomadaires
| Classement (1983)                      | Meilleure position |
| -------------------------------------- | ------------------ |
| Allemagne (GfK Entertainment)          | 3                  |
| Autriche (Ö3 Austria Top 40)           | 1                  |
| Belgique (Flandre Ultratop 50 Singles) | 5                  |
| Pays-Bas (Nederlandse Top 40)          | 10                 |
| Pays-Bas (Single Top 100)              | 9                  |
| Royaume-Uni (UK Singles Chart)         | 95                 |
| Suisse (Schweizer Hitparade)           | 4                  |

## Reprises
Shadow on the Wall a été reprise par le groupe de hard rock finlandais Zero Nine en 1988, la chanteuse suédoise Nanne Grönvall en 2011, le groupe de death metal mélodique suédois Arch Enemy en 2014 et le groupe de power metal allemand Mystic Prophecy en 2018.